# Atletika na Letních olympijských hrách 1912 – 400 metrů muži
 Běh na 400 metrů mužů na Letních olympijských hrách 1912 finále se uskutečnilo  13. července v Stockholmu. 

## Výsledky finálového běhu
| *                | jméno            | země                   | čas  |
| ---------------- | ---------------- | ---------------------- | ---- |
| Zlatá medaile    | Charles Reidpath | Spojené státy americké | 48,2 |
| Stříbrná medaile | Hanns Braun      | Německo                | 48,3 |
| Bronzová medaile | Edward Lindberg  | Spojené státy americké | 48,4 |
| 4                | Ted Meredith     | Spojené státy americké | 49,2 |
| 5                | Carroll Haff     | Spojené státy americké | 49,5 |